# Carnaval de Santa Cruz de Tenerife

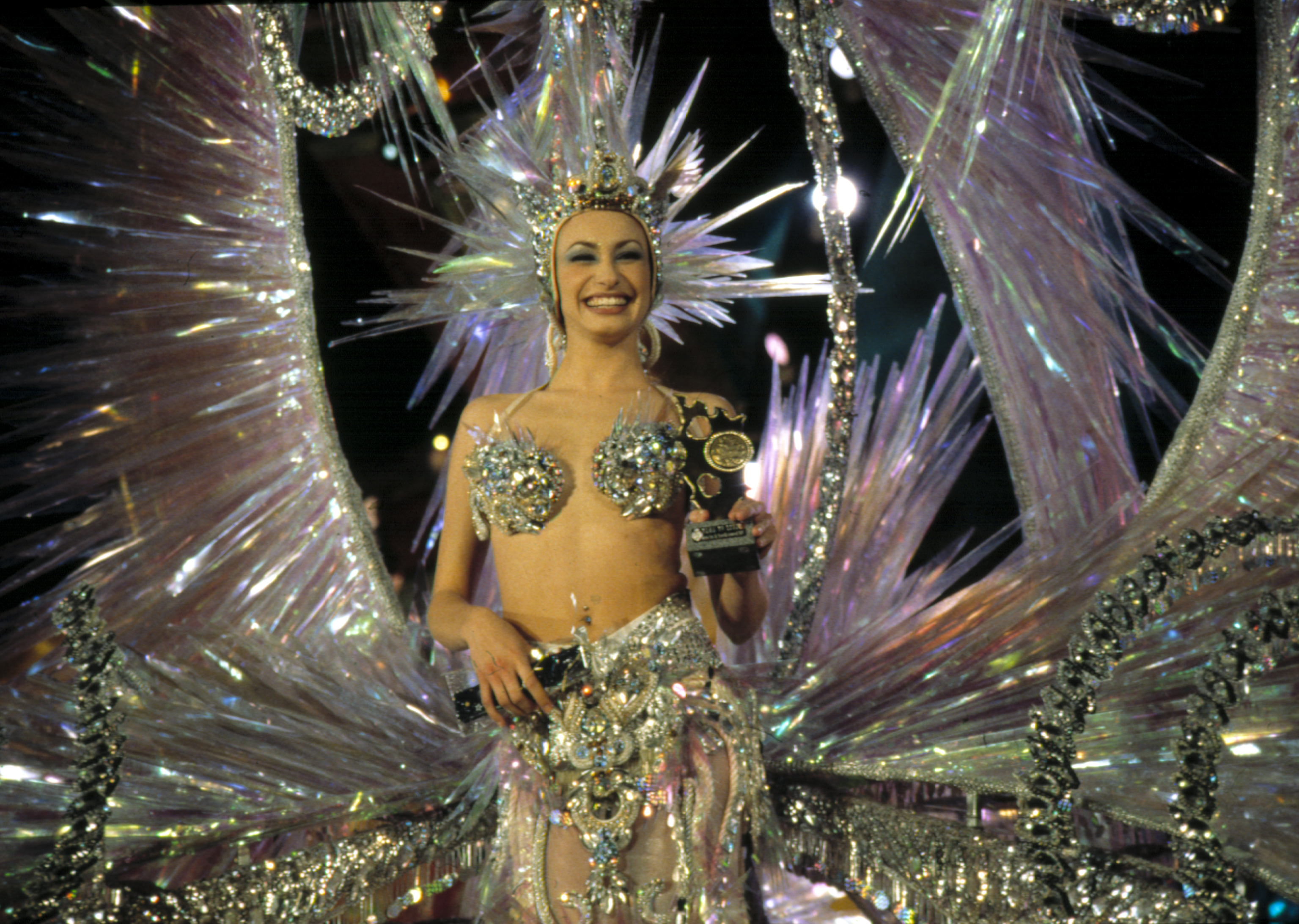
Carnaval de Santa Cruz de Tenerife 2001

O Carnaval de Santa Cruz de Tenerife acontece em fevereiro na cidade de Santa Cruz de Tenerife, a capital da maior ilha das Ilhas Canárias, na Espanha, e atrai pessoas de todo o mundo. É o segundo maior carnaval do mundo (após o do Rio de Janeiro), sendo a cidade de Santa Cruz de Tenerife geminada desde 1984 com o Rio de Janeiro por este motivo.

## Características
Milhares de pessoas saem às ruas todos os anos por mais de um milênio. A indústria do turismo aumentou durante este período. Em 18 de janeiro de 1980 foi declarado um Fiesta de Interesse Turístico Internacional.
Ela tem duas partes distintas, o carnaval "oficial" do carnaval na rua. O carnaval oficial, com mais de 100 grupos, com uma média de 50 componentes cada: grupos carnavalescos, trupes, grupos de figurinos, músicos de rua e grupos musicais. O carnaval de rua, vem para o envolvimento dos próprios cidadãos no partido.
Milhares de pessoas vêm todos os dias as ruas para participar de uma festa. Dança para bandas locais, dos ritmos do Caribe, música eletrônica e músicas típicas tocando a noite toda. Pessoas "piadas" e desfrutar das ruas todas as noites durante mais de um milênio.

## História
O Carnaval de Santa Cruz de Tenerife é celebrada desde os primeiros assentamentos europeus, as primeiras referências escritas que datam do final do século XVIII através dos escritos de visitantes e, em seguida, pelos regulamentos oficiais que procuram ordem social durante o evento.
Um jornal em 1778 inclui uma bola presa em Santa Cruz de Tenerife, onde e por que o tempo havia uma conversa de "extras". Durante a ditadura de Francisco Franco (1940-1960), os carnavais são oficialmente proibidos, mas nunca deixou de ter lugar e ficou conhecido como "Férias de Inverno" é o carnaval apenas em Espanha continuam a ser realizada durante a ditadura. Em 1976, terminou o período ditatorial do partido novamente chamado "Carnaval de Santa Cruz de Tenerife" se era o nome, o partido sempre esteve presente.
Em 1987, seria o primeiro ano de "tematizar" o carnaval dedicado ao Império Romano, uma performance de cantora cubana Celia Cruz com o orquestra Billo's Caracas Boys, com a participação de 250.000 pessoas, foi registrada no Guinness Book of Records como a maior reunião de pessoas em uma praça ao ar livre para assistir a um concerto, uma marca que permanece até hoje. Em 2019, mais de 400.000 pessoas dançaram ao ritmo de Juan Luis Guerra durante o Carnaval do dia no sábado de Piñata, superando assim o recorde alcançado em 1987 com Celia Cruz. Embora, no entanto, devido à inesperada resposta em massa, não havia nenhum notário para formalizar esse número para o Guinness Book.
Hoje o Carnaval de Santa Cruz de Tenerife aspira a tornar-se um Patrimônio da Humanidade.

## Atos
As semanas que antecedem é  feita a eleição da Rainha, competições adultas latentes e troupes infantis, ópera e grupos musicais, músicos de rua, a rainha da Terceira Idade, Criança Rainha, Canção do Riso e do adulto e músicos de rua de crianças. Também escolhem a música oficial do carnaval que será apresentado aos candidatos Adulto rainha no salão nobre da Câmara Municipal. Também tem no festival coreografia, o concurso de fantasias que premia os carros alegóricos mais originais e decoradas ou carros. Quase um mês antes, tudo começa com a apresentação oficial na "Calle de La Noria." Pouco antes do Natal, revela que o cartaz do carnaval.

### Quarta-feira: Grande Gala de Eleição da Rainha do Carnaval

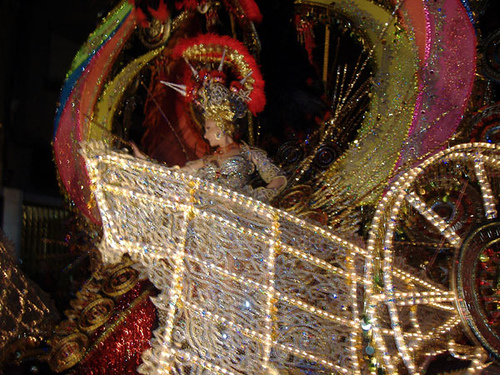
Rainha do Carnaval do 2006

Este dia é escolhida Rainha do Carnaval em uma gala que, geralmente, retransmitida para todo o país e do mundo. Durante os candidatos de gala, desfile para o palco principal. Um júri composto por membros da corporação municipal e celebridades se encarregará de escolher a rainha. Trajes pesando 150-200 quilos de metade dos candidatos para que eles ajudam de rodas para transporte. A rainha será responsável por representar o carnaval nas diversas feiras de turismo que estão freqüentando um desempenho das Ilhas Canárias.

### Sexta-feira: Cabalgata Anunciadora
É um desfile noite lotada que percorre as grandes avenidas da cidade em que todos os grupos de carnaval percorrem as principais ruas da cidade "anunciando" a chegada do carnaval. A rainha e as damas de honra passar em seu próprio carro, escoltados pelos grupos. Os músicos de rua e músicos de rua estão espalhadas por toda a festa. Os treinadores particulares também participam do desfile. No total, mais de 4 horas, à taxa de batucada e outros ritmos latinos. No final, para a noite, o festival começa oficialmente na rua.

### Sábado de Carnaval
É um dia inteiramente dedicado à dança. Existem dois cenários principais localizadas em duas das principais praças da cidade. Eles normalmente agem grupos de música latina.

### Lunes de Carnaval
É o grande dia da festa, com performances estelares sobre os estágios instalados na capital.

### Martes de Carnaval: El Gran Coso Apoteosis
É uma forma muito semelhante à Cabalgata Anunciadora, embora isso seja feito durante o dia. Novamente último desfile de grupos carnavalescos, carros alegóricos, carros decorados e rainhas, em um show realizado especialmente para os turistas que chegam de ônibus das zonas turísticas das ilhas.

### Miércoles de Ceniza
Primeiro dia da Quaresma, nós celebramos o Enterro da Sardinha. As ruas de Santa Cruz foi vestida de luto para acompanhar um cartão gigante sardinha pedra em seus últimos momentos antes de ser queimado. A sardinha é trabalhado pelos reclusos da prisão Tenerife II.

### Sábado y Domingo de Piñata
Fim de semana que coloca um ponto final para o carnaval até o ano seguinte e cujo papel, especialmente no sábado, tem crescido nas últimas décadas, a ponto de ter um desempenho de renome mundial quase ao mesmo nível como se segunda-feira. Realizada na manhã de domingo a competição carro antigo e tradicional do desempenho do Afilarmónica NiFú-NiFá. O carnaval toma sair à noite, com um show pirotécnico.

## Temas do Carnaval

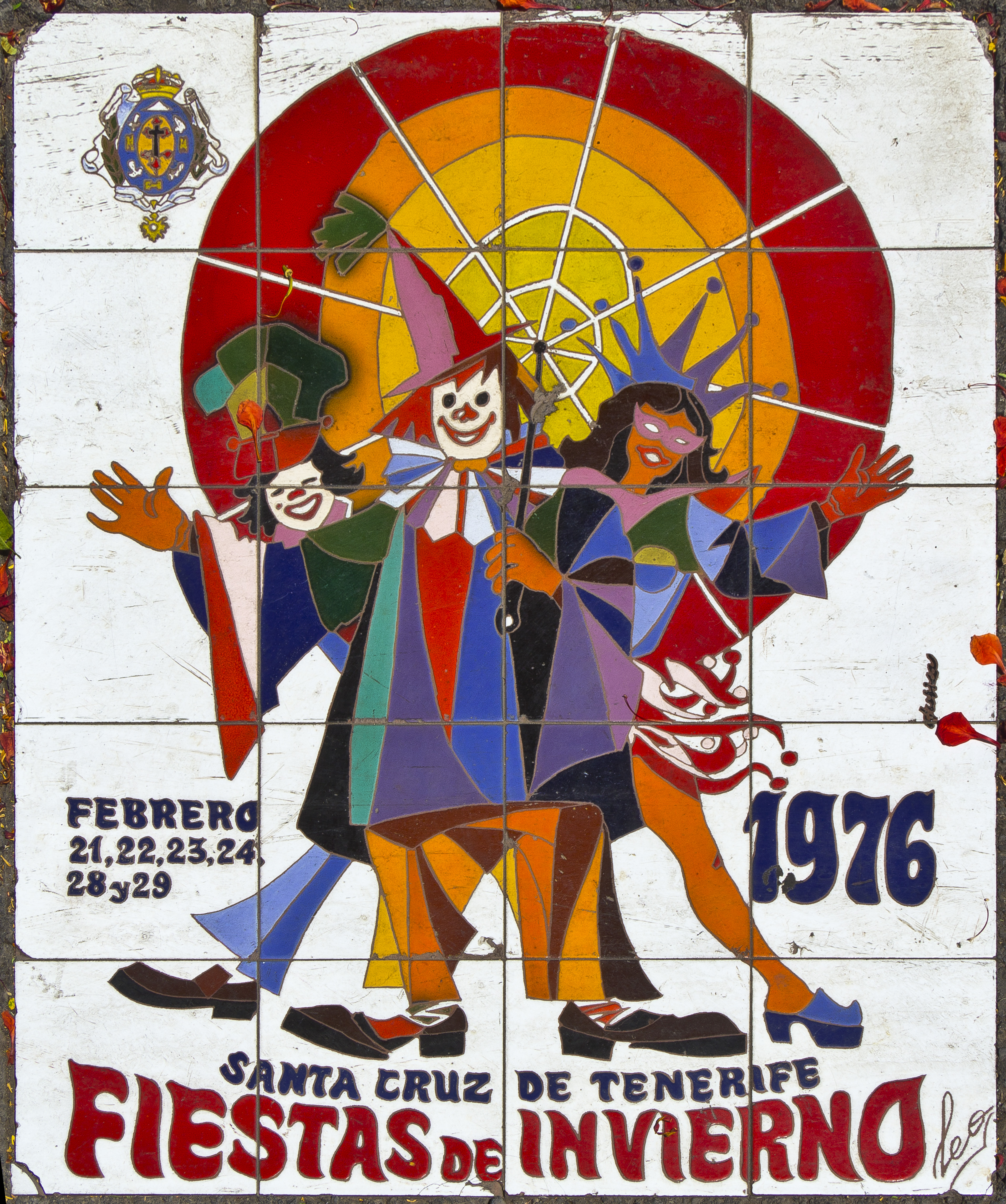
Carnaval de pôster, 1976

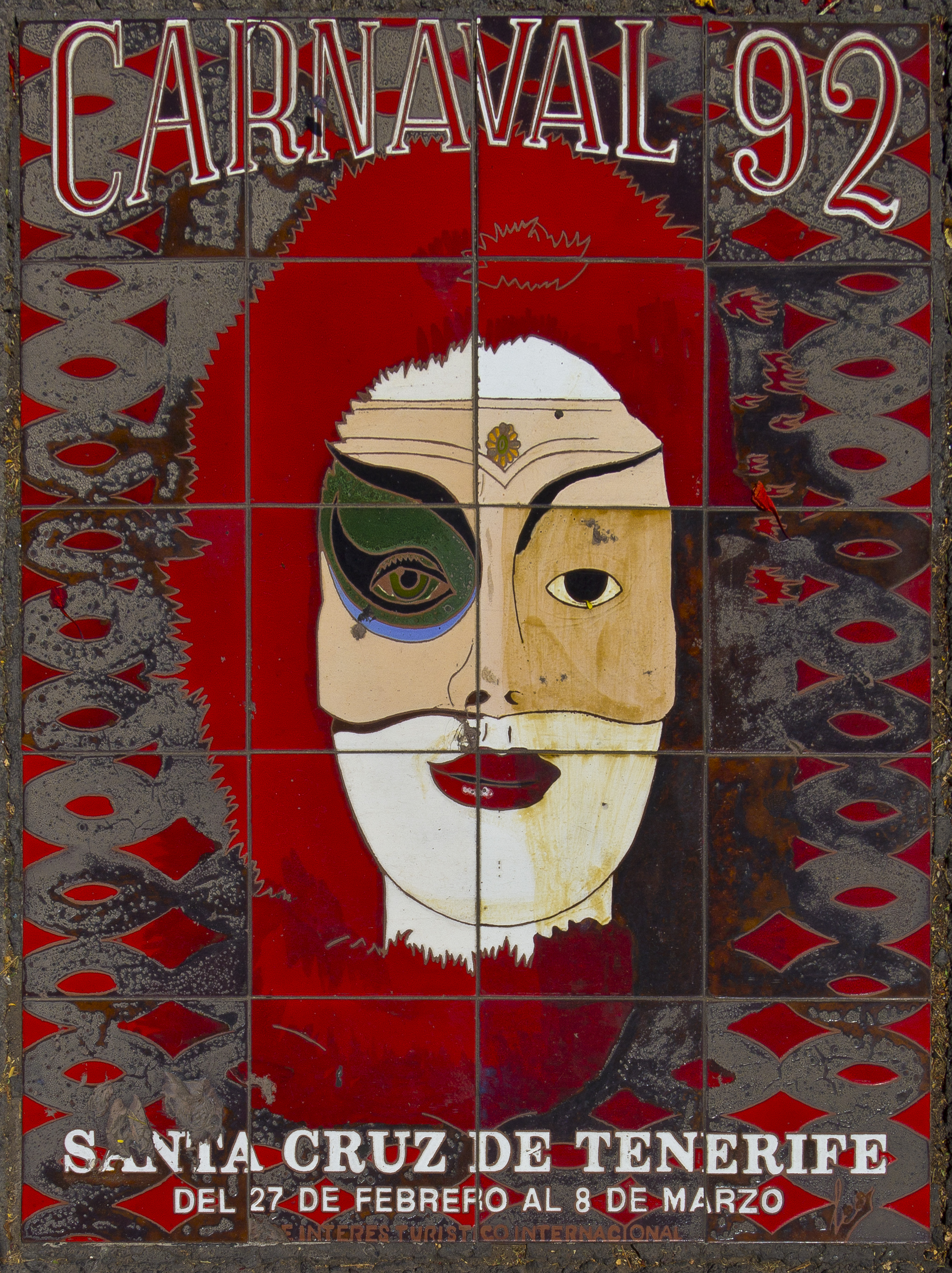
Carnaval de pôster, 1992

Desde 1987, o Carnaval de Santa Cruz de Tenerife é dedicado a um tema diferente a cada ano:
- 1987 - Roma
- 1988 - La Selva
- 1989 - Egito antigo
- 1990 - O mundo das histórias
- 1991 - O Espaço
- 1992 - O Filme
- 1993 - O Circo
- 1994 - Atlantis
- 1995 - As Mil e Uma Noites
- 1996 - México
- 1997 - A Pré-História
- 1998 - A Idade Média
- 1999 - O mundo dos quadrinhos
- 2000 - Os Piratas
- 2001 - Uma Odisséia no Espaço
- 2002 - Os anos 20
- 2003 - O Extremo Oriente e da China
- 2004 - Celia Cruz
- 2005 - O musical Hollywood
- 2006 - Tribal ou Tribumanía
- 2007 - A Moda
- 2008 - The Magic
- 2009 - O filme de terror
- 2010 - Tenerife, a história de um carnaval
- 2011 - Enrique González e murgas Canárias
- 2012 - Flower Power. A década de 60 prodigiosa
- 2013 - Bollywood: Índia
- 2014 - Os Desenhos Animados
- 2015 - O Futuro
- 2016 - Os anos 80
- 2017 - Caribbean
- 2018 - A Fantasia
- 2019 - As profundezas marinhas
- 2020 - Os anos 50
- 2021 - Carnavais do mundo
- 2022 - Ficção científica
- 2023 - Nova York, a cidade que nunca dorme
- 2024 - A Televisao
- 2025 - Segredos da África
- 2026 - Ritmos latinos

## Geminação
- Carnaval do Rio de Janeiro (1984)[1][2][3]
- Carnaval do Cádiz (2014)[6]